# Sousa (microregio)
Sousa is een van de 23 microregio's van de Braziliaanse deelstaat Paraíba. Zij ligt in de mesoregio Sertão Paraibano en grenst aan de microregio's Cajazeiras, Piancó, Patos, Seridó Ocidental (RN), Catolé do Rocha en Pau dos Ferros (RN). De microregio heeft een oppervlakte van ca. 4.785 km². In 2006 werd het inwoneraantal geschat op 175.204.
Zestien gemeenten behoren tot deze microregio:
- Aparecida
- Cajazeirinhas
- Condado
- Lastro
- Malta
- Marizópolis
- Nazarezinho
- Paulista
- Pombal
- Santa Cruz
- São Domingos
- São Francisco
- São José da Lagoa Tapada
- Sousa
- Vieirópolis
- Vista Serrana

Mesoregio's: Agreste Paraibano · Borborema · Mata Paraibana · Sertão Paraibano

Microregio's: Brejo Paraibano · Cajazeiras · Campina Grande · Cariri Ocidental · Cariri Oriental · Catolé do Rocha · Curimataú Ocidental · Curimataú Oriental · Esperança · Guarabira · Itabaiana · Itaporanga · João Pessoa · Litoral Norte · Litoral Sul · Patos · Piancó · Sapé · Seridó Ocidental · Seridó Oriental · Serra do Teixeira · Sousa · Umbuzeiro